# باول ليمان
باول ليمان (بالألمانية: Paul Lehmann)‏ هو فقيه لغة ألماني، ولد في 11 أكتوبر 1886 في شتندال في ألمانيا، وتوفي في 8 أبريل 1972 في Lemwerder ‏ في ألمانيا.